# Bodensystematik
Die Begriffe Bodensystematik und Bodenklassifikation werden zum Teil unscharf verwendet und nicht ausreichend getrennt:
Die Bodensystematik beschreibt Böden nach den pedogenetischen (und untergeordnet geogenetischen) Prozessen, die abgelaufen sind und noch ablaufen. Diese Prozesse sind die Ursachen für die Merkmale und Eigenschaften der Böden. In einer Bodensystematik werden die Böden nach den unterschiedlichen Prozessen gruppiert und Bodentypen zugeordnet. Die Bodenklassifikation dagegen betrachtet nur die Merkmale oder die Eigenschaften der Böden, während ihre Genese kein Unterscheidungskriterium ist.
Deutschland ist eines der wenigen Länder, in dem einer Bodensystematik gefolgt wird. Die aktuelle Version findet sich in der Bodenkundlichen Kartieranleitung, 6. Aufl. Dagegen sind die World Reference Base for Soil Resources (WRB) und die US Soil Taxonomy Bodenklassifikationen.